# Thalpomena deserta
Thalpomena deserta är en insektsart som beskrevs av Vitaly Michailovitsh Dirsh 1949. Thalpomena deserta ingår i släktet Thalpomena och familjen gräshoppor. Inga underarter finns listade i Catalogue of Life.